# Sweet Children EP
Sweet Children —en español: Niños dulces— es el tercer EP lanzado por la banda de punk rock Green Day. Es también el primer nombre de la banda, entonces formada por Billie Joe Armstrong y de Mike Dirnt con John Kiffmeyer en la batería, y cuando Billie escribió su primera canción, "Why Do You Want Him?". Es una colección de algunas de las primeras canciones de la banda que seguían tocando en vivo en ese entonces. Fue registrado en 1990, en Minneapolis, Minnesota, mientras que la banda estaba en una breve parada de su viaje de verano, y lanzó en el vinilo de 7". Debido a un error tipográfico, en la web de Green Day, muchos creen que este álbum fue lanzado en 1987, un año antes de que Green Day incluso se hubiera formado. La productora del EP fue Skene! Records, de Minneapolis. Este EP es el último álbum donde Al Sobrante aparece como batería. Poco después del final del viaje, él dejó la banda para ir a la universidad.

## Historia
Hay cinco diferentes impresiones del EP (algunas ediciones limitadas incluyeron dos variantes en vinilo rojo), cuatro de ellas han estado fuera de impresión desde su inclusión en el álbum Kerplunk en 1992. Debido a esto, el EP se ha convertido en un objeto de valor para los coleccionistas y fanes de Green Day en general.
La primera cubierta impresa es una foto de la pierna de Mike Dirnt durante un concierto.
La segunda es un dibujo en blanco y negro con un Volkswagen Beetle destruido y la frase "What Do You Think Mike..." ("Qué piensas Mike..."). De esta segunda portada se hicieron 600 copias. También se incluyó un papel escrito a mano, que decía: "Not a lyrics sheet, so don't get your hopes up" ("No es una hoja con las letras, así que no te ilusiones").
La tercera portada es igual que la última, excepto que sin el papel y, en lugar de ser blanca y negra, es roja.
La cuarta portada es una reedición, posiblemente de 1991, con una foto de la banda en un fondo blanco, y un texto que explica que las canciones del EP también están incluidas en Kerplunk.
El 24 de marzo de 2009, la primera edición del EP volvió a producirse, siendo incluida en la reedición de Kerplunk en vinilo.

## Fecha de lanzamiento
Uno de los aspectos más misteriosos de este EP curioso es su fecha de lanzamiento. A pesar de la incrustación de algunos dice que fue a partir de 1990, esta información puede ser errónea, al igual que otros embutidos principios de Green Day.
Otra razón por la fecha de lanzamiento podría ser 1990 es que el primer álbum fue hecha por Green Day no, Sweet Children, un nombre que se cree que han caído antes de la liberación de 1000 Hours en 1989. Durante un tiempo, el sitio web oficial de Green Day afirmó que fue lanzado en 1987 (el actual sitio web de Green Day ya no cubre los EP). Además, una actuación de 1989 de "My Generation" es diferente de la versión del álbum, y más tarde 1992 el rendimiento coincide con el álbum. Por último, Allmusic dice que fue lanzado en 1988, sin embargo, no hay hechos para apoyar esto.

## Lista de canciones
Todas las canciones escritas y compuestas por Billie Joe Armstrong, excepto donde se indique. 
| Cara A |                      |          |  |
| N.º    | Título               | Duración |  |
| 1.     | «Sweet Children»     | 1:41     |  |
| 2.     | «Best Thing in Town» | 2:03     |  |
| 3:44   |                      |          |  |

| Cara B |                                              |          |  |
| N.º    | Título                                       | Duración |  |
| 1.     | «Strangeland»                                | 2:08     |  |
| 2.     | «My Generation» (escrita por Pete Townshend) | 2:19     |  |
| 4:27   |                                              |          |  |

## Créditos
- Billie Joe Armstrong - cantante/guitarra
- Mike Dirnt - bajo/coros
- Al Sobrante - batería

- Datos: Q1768794